# David Hestenes
David Orlin Hestenes (né le 21 mai 1933) est un physicien théoricien et éducateur scientifique américain. Professeur émérite de l'université d'État de l'Arizona, il est surtout connu pour ses travaux d'algèbre géométrique comme langage unificateur des mathématiques et de la physique. Il se distingue également comme étant le fondateur de Modelling Instruction, un programme de recherche visant à réformer l'éducation K-12 en science, technologie, ingénierie et mathématiques (STIM)

## Jeunesse et formation
David Orlin Hestenes naît le 21 mai 1933 à Chicago. Il est le plus vieux fils du mathématicien Magnus Hestenes.
Hestenes fait des études en santé à l'Université de Californie à Los Angeles (UCLA) de 1950 à 1952, puis obtient un diplôme en philosophie et discours de la Pacific Lutheran University (en) en 1954. Il sert ensuite dans l'armée américaine jusqu'en 1956, puis retourne à UCLA, où il complète une maîtrise en physique en 1958. Ayant remporté une bourse, il est dirigé par Robert Finkelstein (en), qui travaille à l'époque sur l'unification de théories des champs. Une rencontre fortuite avec le mathématicien Marcel Riesz mène Hestenes à étudier une interprétation géométrique de la matrice de Dirac.
Hestenes complète son Ph.D. à UCLA avec une thèse intitulée Geometric Calculus and Elementary Particles,. Peu de temps après, il trouve un moyen d'unir l'algèbre de Dirac (en) et les matrices de Pauli sous une forme non-matricielle qui sera appelée plus tard spacetime split. Révisant sa thèse en conséquence, il publie celle-ci en 1966 sous forme de livre, intitulé Space–Time Algebra, concept désormais connu sous le nom d'espace-temps algébrique (spacetime algebra, STA).

## Carrière
De 1964 à 1966, Hestenes fait des études postdoctorales, financées par la NSF, avec John Wheeler à l'université Princeton. En 1966, il intègre le département de physique de l'université d'État de l'Arizona, où il devient professeur en 1976. En 2000, il prend sa retraite et devient professeur émérite.
Il travaille un temps en mécanique spatiale et contrôle d'attitude au Jet Propulsion Laboratory.
En 1983, avec l'entrepreneur Robert Hecht-Nielsen (en) et le psychologue Peter Richard Killeen (en), il organise la première conférence entièrement consacrée à la modélisation du cerveau à l'aide de réseaux de neurones. En 1987, il est professeur invité au département de systèmes cognitifs et neuronaux de l'université de Boston,,,.

## Recherches en éducation
Hestenes est un principal investigator (en) subventionné par la NSF afin de trouver des manières d'enseigner la physique et de mesurer les acquis chez les étudiants. À partir de 1980, il développe une Modeling Theory de la science et de la connaissance afin, notamment, de guider l'éducation scientifique,,,,,,. Sa théorie fait une forte distinction entre les modèles conceptuels scientifiques et les modèles mentaux nécessaires pour les comprendre. Sa théorie vise à rendre les étudiants actifs dans tous les aspects de la modélisation (construction, test, analyse et application des modèles scientifiques). En 1985, avec des étudiants, Hestenes développe le Force Concept Inventory,, un outil concept inventory (en) permettant d'évaluer le degré de compréhension de la physique de base.

## Publications
- (en) D. Hestenes: Space-Time Algebra, Routledge, 1966,  (ISBN 978-0677013909)
- (en) D. Hestenes: New Foundations for Classical Mechanics, Foundamental Theories of Physics, 2nd ed., Springer Verlag, 1999,  (ISBN 978-0792355144)
- (en) D. Hestenes, A. Weingartshofer (eds.): The Electron: New Theory and Experiment, Fundamental Theories of Physics, Springer, 1991,  (ISBN 978-0792313564)
- (en) D. Hestenes, Garret Sobczyk: Clifford Algebra to Geometric Calculus: A Unified Language for Mathematics and Physics, Fundamental Theories of Physics, Springer, 1987,  (ISBN 978-9027725615)